# Патрушев, Александр Иванович
Алекса́ндр Ива́нович Па́трушев (20 июля 1946 — 22 июля 2006) — советский и российский историк. Доктор исторических наук (1991), профессор МГУ (1993), преподаватель Института европейских культур с 1997 года.

## Биография
В 1970 году окончил Томский государственный университет. В 1975 году защитил кандидатскую диссертацию «Формирование неолиберального направления в буржуазной историографии ФРГ». В 1990 году защитил докторскую диссертацию на тему «Макс Вебер и немецкая буржуазная историография в эпоху империализма. Проблемы политики и теории».
Специализировался на истории Германии Нового и Новейшего времени и на истории и теории исторической науки. В круг научных интересов входила проблематика истории Германии и западной историографии, история немецкого общества.
С 1975 года работал в Московском государственном университете им. М. В. Ломоносова, с 1993 год профессор кафедры новой и новейшей истории стран Европы и Америки. Вёл курсы лекций «История Германии», «Историография Нового и Новейшего времени стран Европы и Америки», «История политических учений XX века». Специализированные курсы: «Идеология германского национал-социализма», «Авторитарные и тоталитарные режимы XX века». Заведовал работой дипломного спецсеминара и преподавал аспирантам. В Институте европейских культур вёл курсы «Источниковедение. Историческое прошлое и пути его познания», «История Европы XX века», «Страноведение (Германия)».
Автор более 100 научных публикаций.
Скончался 22 июля 2006 года.

## Основные работы
Книги
- Неолиберальная историография ФРГ. Формирование, методология, концепции. М., 1981. 152 с.
- Расколдованный мир Макса Вебера. М., 1992. 208 с.
- Вехи германской истории. М., 2002.
- Германия в XX веке. Учебное пособие. М.: Дрофа, 2004.
- Германская история: через тернии двух тысячелетий. М.: Издательство Международного университета, 2007.
- Германские канцлеры от Бисмарка до Меркель. М.: Издательство Московского университета, 2009.

Статьи
- Макс Вебер: дух и этос капитализма // Философские науки. 1990. № 6. С. 37—45.
- Главы по немецкой и австрийской историографии // Историография истории Нового времени стран Европы и Америки (уч. пособие). М., 1990. С. 79-87, 256—272, 334—342, 363—377, 440—446.
- Ренессанс Макса Вебера: истоки, дискуссии, тенденции // Новая и новейшая история. 1993. № 1. С. 55-69.
- Жизнь и драма Фридриха Ницше // Новая и новейшая история. 1993. № 5. С. 120—151.
- Взлёт и низвержение Карла Лампрехта // Новая и новейшая история. 1995. № 4. С. 179—193.
- Миры и мифы Освальда Шпенглера // Новая и новейшая история. 1996. № 3. С. 122—144.
- Вернер Конце и пути немецкой социальной истории // Диалог со временем, сб. М., 1996. С. 127—141.
- Макс Вебер и проблемы истории Востока // Вестник МГУ. 1998. № 4. С. 8—21.
- Курт Брейзиг — еретик исторической науки // Диалог со временем. Альманах интеллектуальной истории. М., 1999. С. 201—214.